# 皱纹杓蛤
皱纹杓蛤（学名：Cuspidaria corrugata），是笋螂目杓蛤科杓蛤属的一种。主要分布于中国大陆，常栖息在水深50-120米。